# Cereșița, Kărdjali
Cereșița (în bulgară Черешица) este un sat în comuna Kărdjali, regiunea Kărdjali,  Bulgaria. 

## Demografie
Componența etnică a satului Cereșița
     Bulgari (1,08%)
     Nicio identificare (18,47%)
     Turci (80,43%)
     Romi (0%)
La recensământul din 2011, populația satului Cereșița era de 276 locuitori. Din punct de vedere etnic, majoritatea locuitorilor (80,43%) erau turci, cu o minoritate de bulgari (1,08%). Pentru 18,47% din locuitori nu este cunoscută apartenența etnică.